# 蘇陽インターチェンジ
蘇陽インターチェンジ（そようインターチェンジ）は、熊本県上益城郡山都町に建設中の蘇陽五ヶ瀬道路（九州中央自動車道に並行する一般国道218号の自動車専用道路）のインターチェンジである。

## 接続する道路
- 国道265号

## 隣
E77 九州中央自動車道（ 蘇陽五ヶ瀬道路区間を含む）
（基本計画区間） - 蘇陽IC（事業中） - 五ヶ瀬西IC（事業中）